# NoSQL
En informática, NoSQL (a veces llamado "no solo SQL") es una amplia clase de sistemas de gestión de bases de datos que difieren del modelo clásico de SGBDR (Sistema de Gestión de Bases de Datos Relacionales) en aspectos importantes, siendo el más destacado que no usan SQL como lenguaje principal de consultas. Los datos almacenados no requieren estructuras fijas como tablas, normalmente no soportan operaciones JOIN, ni garantizan completamente ACID (atomicidad, consistencia, aislamiento y durabilidad) y habitualmente escalan bien horizontalmente. Los sistemas NoSQL se denominan a veces "no solo SQL" para subrayar el hecho de que también pueden soportar lenguajes de consulta de tipo SQL.
Por lo general, los investigadores académicos se refieren a este tipo de bases de datos como almacenamiento estructurado, término que abarca también las bases de datos relacionales clásicas. A menudo, las bases de datos NoSQL se clasifican según su forma de almacenar los datos, y comprenden categorías como clave-valor, las implementaciones de BigTable, bases de datos documentales, y bases de datos orientadas a grafos.
Los sistemas de bases de datos NoSQL crecieron con las principales redes sociales, como Google, Amazon, Twitter y Facebook. Estas tenían que enfrentarse a desafíos con el tratamiento de datos que las tradicionales SGBDR no solucionaban. Con el crecimiento de la web en tiempo real existía una necesidad de proporcionar información procesada a partir de grandes volúmenes de datos que tenían unas estructuras horizontales más o menos similares. Estas compañías se dieron cuenta de que el rendimiento y sus propiedades de tiempo real eran más importantes que la coherencia, en la que las bases de datos relacionales tradicionales dedicaban una gran cantidad de tiempo de proceso[cita requerida]. 
En ese sentido, a menudo, las bases de datos NoSQL están altamente optimizadas para las operaciones recuperar y agregar, y normalmente no ofrecen mucho más que la funcionalidad de almacenar los registros (p.ej. almacenamiento clave-valor). La pérdida de flexibilidad en tiempo de ejecución, comparado con los sistemas SQL clásicos, se ve compensada por ganancias significativas en escalabilidad y rendimiento cuando se trata con ciertos modelos de datos.[cita requerida]

## Historia del término
Carlo Strozzi usó el término NoSQL en 1998 para referirse a su base de datos. Era una base de datos open-source, ligera, que no ofrecía una interfaz SQL, pero sí seguía el modelo relacional (Strozzi sugiere que, ya que el actual movimiento NoSQL "Se sale completamente del modelo relacional, debería, por tanto, haberse llamado 'NoREL', o algo así.").
Eric Evans, un empleado de Rackspace, reintrodujo el término NoSQL cuando Johan Oskarsson de Last.fm quiso organizar un evento para discutir bases de datos distribuidas de código abierto. El nombre intentaba recoger el número creciente de bases de datos no relacionales y distribuidas que no garantizaban ACID, atributo clave en las SGBDR clásicas.[cita requerida]

## Arquitectura
Típicamente las bases de datos relacionales modernas han mostrado poca eficiencia en determinadas aplicaciones que usan los datos de forma intensiva, incluyendo el indexado de un gran número de documentos, la presentación de páginas en sitios que tienen gran tráfico, y en sitios de streaming audiovisual. Las implementaciones típicas de SGBDR se han afinado o bien para una cantidad pequeña pero frecuente de lecturas y escrituras o para un gran conjunto de transacciones que tiene pocos accesos de escritura. Por otro lado NoSQL puede servir gran cantidad de carga de lecturas y escrituras. 
Implementaciones de NoSQL usadas en el mundo real incluyen los 3TB de los marcadores verdes de Digg (indicados para señalar las historias votadas por otros en la red social; aunque duró menos de 3 meses y fue abandonado); los 6 TB de la base de datos del “ENSEMBLE” de la Comisión Europea usado en los modelos de comparación y calidad del aire, y los 50 TB de la búsqueda de la bandeja de entrada de Facebook.
Las arquitecturas NoSQL frecuentemente aportan escasas garantías de consistencia, tales como consistencia de eventos o transaccional restringida a ítems únicos de datos. Algunos sistemas, sin embargo, aportan todas las garantías de los sistemas ACID en algunas instancias añadiendo una capa intermedia (como por ejemplo, AppScale o CloudTPS). Hay dos sistemas que han sido desplegados y que aportan aislamiento snapshot para almacenamientos de columna: El sistema Percolator de Google (basado en el sistema BigTable) y el sistema transaccional de Hbase desarrollado por la Universidad de Waterloo. Estos sistemas, desarrollados de forma independiente, usan conceptos similares para conseguir transacciones ACID distribuidas de múltiples filas con garantías de aislamiento snapshot para el sistema subyacente de almacenamiento en esa columna, sin sobrecarga extra en la gestión de los datos, despliegue en el sistema de middleware, ni mantenimiento introducido por la capa de middleware.
Bastantes sistemas NoSQL emplean una arquitectura distribuida, manteniendo los datos de forma redundante en varios servidores, usando frecuentemente una tabla hash distribuida. De esta forma, el sistema puede realmente escalar añadiendo más servidores, y el fallo en un servidor puede ser tolerado.
Algunos defensores de NoSQL promueven interfaces simples tales como los arrays asociativos o los pares clave-valor. Otros sistemas, tales como las bases de datos nativas en XML, promueven el soporte del estándar Xquery. Los sistemas más novedosos tales como CloudTPS también soportan unión de queries.

## Ventajas
- Estos sistemas responden a las necesidades de escalabilidad horizontal que tienen cada vez más empresas.[3]
- Pueden manejar enormes cantidades de datos.
- No generan cuellos de botella.
- Escalamiento sencillo.
- Diferentes DBs NoSQL para diferentes proyectos.
- Se ejecutan en clusters de máquinas baratas.

## Desventajas
- Las bases de datos NoSQL al ser de código abierto poseen un soporte diferente al soporte que ofrecen las compañías comerciales a sus productos. Esto puede presentar algunas ventajas y también algunas desventajas.

- Algunos productos pueden no estar lo suficientemente maduros para algunas empresas.- A pesar de sus puestas en práctica en algunas grandes empresas, las bases de datos NoSQL aún se enfrentan a un problema de credibilidad importante con muchas empresas. Los críticos señalan la falta de madurez de NoSQL y los posibles problemas de inestabilidad, mientras que citan la madurez, y una gran funcionalidad y estabilidad de los SGBDRes. No obstante, en desarrollos de sistemas, al disponer del código fuente, este se puede ajustar y amoldar a las necesidades concretas de cada empresa.

- Limitaciones de Inteligencia de Negocios.- Hay una o dos cuestiones acerca de las capacidades de BI de las bases de datos NoSQL. ¿Pueden estas bases de datos proporcionar la clase de minería de datos rigurosos que las empresas se utilizan con las SGBDRes? ¿Cuántos conocimientos de programación se necesitan para hacer la consulta ad hoc y análisis?. Las respuestas no son precisamente positivas. Las bases de datos NoSQL no tienen muchos ganchos para el uso general de herramientas de BI, mientras que la más simple consulta ad hoc y análisis implica conocimientos de programación bastante buenos. Sin embargo, las soluciones están disponibles. Quest Software, por ejemplo, ha creado Toad para bases de datos en la nube, que proporciona capacidades de consulta ad hoc para algunas bases de datos NoSQL.

- La falta de experiencia.- La novedad de NoSQL significa que no hay una gran cantidad de desarrolladores y administradores que conocen la tecnología -lo que hace difícil a las empresas encontrar personas con los conocimientos técnicos apropiados. Por el contrario, el mundo SGBDR tiene miles de personas muy cualificadas.

- Problemas de compatibilidad.- A diferencia de las bases de datos relacionales, que comparten ciertos estándares, las bases de datos NoSQL tienen pocas normas en común. Cada base de datos NoSQL tiene su propia API, las interfaces de consultas son únicas y tienen peculiaridades. Esta falta de normas significa que es imposible cambiar simplemente de un proveedor a otro, por si no quedara satisfecho con el servicio.

## Sistemas

### Tabla Comparativa de SGBD NoSQL
| Nombre    | Descripción |
| --------- | --- |
| Cassandra | Base de datos creada por Facebook y luego donada a la Fundación Apache del tipo clave-valor. Dispone de un lenguaje propio para realizar consultas CQL (Cassandra Query Language). Cassandra es una aplicación Java por lo que puede correr en cualquier plataforma que cuente con la JVM. Es multiplataforma. |
| Redis     | Base de datos creada por Salvatore Sanfilippo y Pieter Noordhuis y está apoyado por VMWare. Se trata de una base de datos del tipo clave-valor. Se puede imaginar como un array gigante en memoria para almacenar datos, datos que pueden ser cadenas, hashes, conjuntos de datos o listas. Tiene la ventaja de que sus operaciones son atómicas y persistentes. Sin embargo, Redis no permite realizar consultas, solo se puede insertar y obtener datos, además de las operaciones comunes sobre conjuntos (diferencia, unión e inserción). Creado en ANSI C, por lo tanto, es compatible y funciona sin problemas en sistemas Unix, Linux y sus derivados, Solaris, OS/X, sin embargo no existe soporte oficial para plataformas Windows.                                                                 |
| MongoDB   | Base de datos creada por MongoDB Inc. (anteriormente 10gen) del tipo orientada a documentos, de esquema libre, es decir, que cada entrada puede tener un esquema de datos diferente que nada tenga que ver con el resto de registros almacenados. Es bastante rápido a la hora de ejecutar sus operaciones ya que maneja datos binarios. En poco tiempo, MongoDB se ha convertido en una de las bases de datos NoSQL favoritas por los desarrolladores. Está escrito en lenguaje C++. Para el almacenamiento de la información, utiliza un sistema propio de documento conocido con el nombre BSON, que es una evolución del formato JSON pero con la peculiaridad de que puede almacenar datos representados de forma binaria. Está disponible para los sistemas operativos Windows, Linux, OS/X y Solaris. |
| CouchDB   | Sistema creado por Apache y escrito en el lenguaje Erlang que funciona en la mayoría de sistemas POSIX (multiplataforma), incluyendo GNU/Linux y OS/X, además de sistemas Windows. Como características más importantes cabe destacar el uso de RESTful HTTP API como interfaz y JavaScript como principal lenguaje de interacción. Para el almacenamiento de los datos se utilizan archivos JSON. Permite la creación de vistas, que son el mecanismo que permite la combinación de documentos para retornar valores de varios documentos, es decir, CouchDB permite la realización de las operaciones JOIN típicas de SQL. |

### Bases de datos documentales
- CouchDB, de Apache CouchD
- MongoDB, de MongoDB Inc.
- RavenDB, de Hibernating Rhinos
- BaseX
- djondb
- eXist
- SimpleDB, de Amazon
- IBM Lotus Domino
- Terrastore

### Bases de datos en grafo
- Neo4j
- DEX/Sparksee
- AllegroGraph
- OrientDB
- InfiniteGraph
- Sones GraphDB
- InfoGri
- HyperGraphDB

### Bases de datos clave/valor
- Cassandra, de Apache
- BigTable, de Google
- Dynamo, de Amazon
- Project Voldemort, de LinkedIn
- Riak
- Redis
- Oracle NoSQL

### Bases de datos multivalor
- Rocket D3 DBMS
- Rocket mvBase DBMS
- Rocket U2 Universe
- Rocket U2 Unidata
- OpenQM
- Caché InterSystems
- Reality
- Jbase
- OpenInsight
- Extensible storage engine

### Bases de datos orientadas a objetos
- ObjectDB
- Zope Object Database
- ZooDB
- db4o
- GemStone S
- Objectivity/DB
- Realm.io

### Bases de datos tabular
- HBase, de Apache
- BigTable, de Google
- LevelDB, versión abierta de BigTable
- Hypertable

### Bases de datos de arrays
- SciDB, de Paradigm4